# Placówka Straży Granicznej II linii „Matków”
Placówka Straży Granicznej II linii „Matków” – jednostka organizacyjna Straży Granicznej pełniąca służbę ochronną na granicy polsko-czechosłowackiej w okresie międzywojennym.

## Formowanie i zmiany organizacyjne
Rozporządzeniem Prezydenta Rzeczypospolitej Polskiej Ignacego Mościckiego z 22 marca 1928 roku, do ochrony północnej, zachodniej i południowej granicy państwa, a w szczególności do ich ochrony celnej, powoływano z dniem 2 kwietnia 1928 roku  Straż Graniczną.
Rozkazem nr 5 z 16 maja 1928 roku w sprawie organizacji Małopolskiego Inspektoratu Okręgowego dowódca Straży Granicznej gen. bryg. Stefan Pasławski określił strukturę organizacyjną komisariatu SG „Wysocko Niżne”. Placówka Straży Granicznej II linii „Matków” znalazła się w jego strukturze.